# Didascalia apostolorum
La Didascalia apostolorum, anche nota come Insegnamento cattolico dei dodici apostoli e dei santi discepoli del nostro Salvatore e Didascalia siriaca, è un trattato cristiano appartenente all'insieme degli apocrifi del Nuovo Testamento: sebbene all'interno del testo si dica che fu composto all'epoca del concilio di Gerusalemme (Atti degli Apostoli 15,1-29), gli studiosi lo fanno risalire alla prima metà del III secolo.
Era una collezione di disposizioni destinata ad una comunità di convertiti dal paganesimo, probabilmente situata nella Siria settentrionale. L'autore era un vescovo di origine ebraica, esperto in campo medico, meno in teologia.
La Didascalia apostolorum prende come modello la Didaché, dalla quale l'autore prese ispirazione assieme al Pastore di Erma, alle opere di Ireneo di Lione, al Vangelo di Pietro e agli Atti di Paolo; sono presenti anche molte citazioni dell'Antico Testamento. A sua volta la Didascalia apostolorum fu presa come modello nella composizione delle Costituzioni apostoliche.
Il testo della Didascalia si è conservato in alcuni frammenti della versione originale in lingua greca, in una versione completa in lingua siriaca e in una versione latina di metà dell'opera; oltre a queste testimonianze, il testo originale può essere ricostruito anche grazie alle Costituzioni apostoliche.